# علی رمضانی (بازیکن فوتبال)
علی رمضانی(زادهٔ ۲۵ فروردین ۱۳۸۰) بازیکن فوتبال اهل ایران است که در پست مهاجم برای باشگاه فوتبال ملوان در لیگ خلیج فارس بازی می‌کند.

## سوابق باشگاهی
علی رمضانی فوتبال خود را از باشگاه فوتبال سایپا در رده جوانان آغاز کرد و در سال ۲۰۲۱ با قرار دادی به مدت  دو سال به باشگاه فوتبال پیکان تهران پیوست و بعد از درخشش در این تیم به باشگاه فوتبال ملوان بندرانزلی پیوست.
شمس آذر قزوین
وی در مرداد ۱۴۰۴ به شمس‌آذر قزوین پیوست. 